# Comunidade quilombola Rosário (Salvaterra)
Rosário é uma comunidade remanescente de quilombo, população tradicional brasileira, localizada no município brasileiro de Salvaterra, no Marajó, no Pará. A comunidade de Rosário é formada por uma população de 77 famílias, no total de 298 pessoas, distribuídas em uma área de 3721 hectares. O território foi certificado como remanescente de quilombo (reminiscências históricas de antigos quilombos) em 2006, pela Fundação Cultural Palmares.
Esta comunidade teve o Relatório Técnico de Identificação e Delimitação publicado em 2017(etapa da regularização fundiária), mas ainda está com a situação fundiária em análise (não titulada) no INCRA.

## Histórico
A comunidade quilombola de Rosário foi formada por pessoas negras que fugiram do trabalho escravo imposto pelas elites latifundiárias, cujas terras se localizavam na própria Ilha de Marajó. Segundo a história oral e documentos e peças arqueológicas guardados no Museu do Marajó, por volta do ano de 1825, sete pessoas fugidas de Anabiju (região próxima a Cachoeira da Arari) habitavam a comunidade de Rosário. O relato de uma moradora indica que
"antigamente era feito coleta entre os moradores para pagar o documento das terras de Rosário. As terra de Rosário era muito grande, porém alguns moradores começaram a vender um pedaço e aí o fazendeiro comprava 10 metros e cercava 100. É por isso que Rosário tá assim desse tamaninho, ele aproveitava a inocência das pessoas e ia comprando, muitas das que fazia isso era porque, às vezes, estava aperreado, e também nem pensava que um dia chegaria no ponto que tá".

## Tombamento
O tombamento de quilombos é previsto pela Constituição Brasileira de 1988, bastando a certificação pela Fundação Cultural Palmares:
Art. 216. Constituem patrimônio cultural brasileiro os bens de natureza material e imaterial, tomados individualmente ou em conjunto, portadores de referência à identidade, à ação, à memória dos diferentes grupos formadores da sociedade brasileira [...]
§ 5º Ficam tombados todos os documentos e os sítios detentores de reminiscências históricas dos antigos quilombos.
Portanto, a comunidade quilombola de Rosário é um patrimônio cultural brasileiro, tendo em vista que recebeu a certificação de ser uma "reminiscência histórica de antigo quilombo" da Fundação Cultural Palmares no ano de 2006.

## Situação territorial
A falta do título da terra (regularização fundiária) cria para as comunidades quilombolas uma dificuldade de desenvolver a agricultura, além dos conflitos com os fazendeiros de suas regiões e a impossibilidade de solicitar políticas sociais e urbanas para melhorias de condições de vida, como infraestrutura urbana de redes de energia, água e esgoto. No caso específico da comunidade de Rosário, a luta é contra um fazendeiro produtor de arroz advindo do estado do Mato Grosso, que chegou à Ilha do Marajó pelo preço baixo da terra: comprou 3.700 hectares de uma antiga área de pecuária com poucas cabeças de gado. O embate relacionado ao território corre na justiça.

A economia da comunidade do Rosário está embasada em agricultura familiar (principalmente a mandioca), pesca artesanal e o extrativismo vegetal (principalmente do açaí).
Povos Tradicionais ou Comunidades Tradicionais são grupos que possuem uma cultura diferenciada da cultura predominante local, que mantêm um modo de vida intimamente ligado ao meio ambiente natural em que vivem. Através de formas próprias: de organização social, do uso do território e dos recursos naturais (com relação de subsistência), sua reprodução sócio-cultural-religiosa utiliza conhecimentos transmitidos oralmente e na prática cotidiana.